# Welayta Dicha FC
El Welayta Dicha FC es un equipo de fútbol de Etiopía que juega en la Liga etíope de fútbol, la primera división de fútbol en el país.

## Historia
Fue fundado en el año 2009 en la ciudad de Sodo del departamento de Dicha y su nombre se relaciona con el grupo étnico Welayta, y Dicha por el departamento al que representa.
El club logra constantes ascensos que lo llevan a jugar en la Liga etíope de fútbol por primera vez en la temporada 2012/13, logrando salvar la categoría en sus primeras temporadas hasta que en la temporada 2016/17 gana la Copa etíope de fútbol por primera vez en su historia luego de vencer al Defence SC en la final en penales.
Luego de ganar la copa obtiene la clasificación a la Copa Confederación de la CAF 2018, el que es su primera participación en un torneo internacional, donde es eliminado en la segunda ronda por el Young Africans SC de Tanzania, habiendo eliminado anteriormente al Zamalek SC de Egipto, la que ha sido una de las mayores sorpresas en la historia del torneo.

## Palmarés
- Copa etíope de fútbol: 1

2016/17

## Participación en competiciones de la CAF
| Temporada | Torneo                       | Ronda      | Club              | Casa | Visita | Global      |
| --------- | ---------------------------- | ---------- | ----------------- | ---- | ------ | ----------- |
| 2018      | Copa Confederación de la CAF | Preliminar | Zimamoto          | 1-0  | 1-1    | 2-1         |
| 2018      | Copa Confederación de la CAF | 1          | Zamalek SC        | 2-1  | 1-2    | 3-3 (4-3 p) |
| 2018      | Copa Confederación de la CAF | 2          | Young Africans SC | 1-0  | 0-2    | 1-2         |